# Cubitus, chien sans accroc
Cubitus, chien sans accroc est le 25e tome de la série de bande dessinée Cubitus, créée par Dupa. Paru en décembre 1991, cet album contient 48 pages, illustrant chacune un gag différent.